# Фрейр
Фрейр или също Фрей (на старонорвежки: Freyr), познат още с името Ингви (първоначално със значение „господар“), в скандинавската митология е бог на плодородието и лятото, носещ слънчева светлина, дъждове и богата реколта. Произлиза от рода на ваните. Син е на бога на вятъра и морето Ньорд и на великанката Скади. Фрейр има сестра близначка на име Фрея, богинята на любовта и красотата. След примирието сключено между ваните и Асите Фрейр и Фрея се наложило да се преместят в Асгард като заложници за бъдещия мир и на практика тогава Фрейр застанал заедно с Один и Тор начело на общността на боговете.
Според митологията Фрейр не обичал кавгите и войните и покровителствал мира между народите и отделните хора. В легендите се разказва, че той притежавал вълшебния кораб Скидбладнир, който можел да стане толкова огромен, че да побере всякакъв брой бойци, но когато не бил използван можело да бъде сгънат и прибран в малка чантичка.
В митовете се разказва още, че Фрейр седнал на трона на Один и оттам наблюдавал световете. Забелязвайки великанката Герд, той се влюбил в нея отчаяно и изпратил да я убедят да стане негова жена. Според преданието когато настъпи последната титанична битка Рагнарьок Фрейр ще бъде убит от великана Сурт.

## Владетел на шведите
Според преданието след като пристигнал в Скандинавия, Один осиновил Ньорд, който поел управлението на страната след смъртта на Один. Когато дошъл редът и на Ньорд да се пресели в отвъдното, начело на шведите застанал синът му Фрейр. Той построил в Гамла Упсала голямо капище и всичко, което притежавал като земи и движимо имущество завещал на храма. Народът му живял в мир и благоденствие.
Според Снори Стурлусон Фрейр бил родоначалник на династията Инглинги. Именно от него те получили своето име понеже Фрейр бил наричан също Ингви-Фрейр („Господарят Фрейр“). Шведите много го почитали за това, че при неговото управление царял мир затова често извършвали жертвоприношения в негова чест и го почитали като бог, дори повече отколкото другите богове.
Жената на Фрейр се казвала Герд Гимесдотер, а техният син – Фюлне.
Към края на живота му когато Фрейр се разболял, неговите хора се събрали на Тинг (Съвет на свободните селяни) и решили да позволят на народа да се сбогува с него. После вдигнали голяма каменна гробница с врата и три ниши. Щом Фрейр починал, те го отнесли тайно в гробницата, но на обикновения народ казали, че още е жив. Крили тялото му в продължение на три години като през това време не спирали да извършват жертвоприношения в негова чест, които ръководела сестра му Фрея. Пренесли в гробницата и цялото му богатство – в едната ниша поставили златото, във втората – среброто, в третата – медните монети. Така успели в продължение на три години да запазят мира и благоденствието в страната.
Постепенно шведите започнали да се досещат, че Фрейр е починал, но тъй като благоденствието продължило, те започнали да вярват, че то ще трае докато останките на Фрейр се пазят в тези земи. След като тялото му било изгорено според обичая, те продължили да го почитат дълбоко, нарекли го бог и му посвещавали жертвоприношения, за да измолят мир и благополучие.
Впоследствие от името на Фрейр са произлезли много скандинавско-германски имена като Ингвар, Ингмар, Ингеборг, Ингрид и др.